# Katarzyna Daleszczyk
Katarzyna Daleszczyk est une footballeuse internationale polonaise née le 23 mars 1990. Elle évolue au poste de milieu de terrain, ainsi qu'en équipe de Pologne depuis 2010.

## Palmarès

### En club
- Vainqueur de la Coupe de Pologne en 2015-2016.
- Vainqueur en championnat polonais en 2015-2016.